# Восточный Берлин

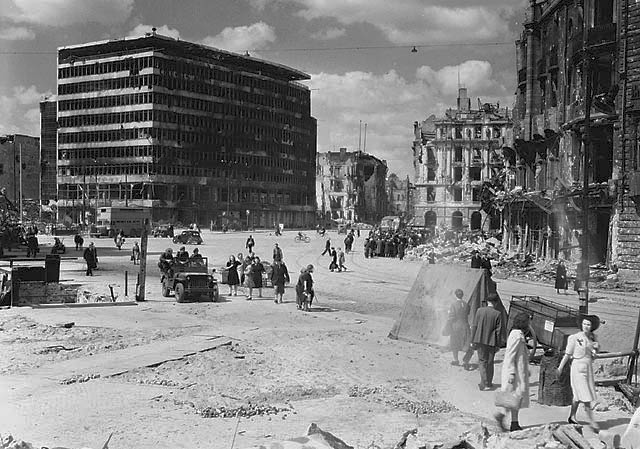
Потсдамская площадь. 1945

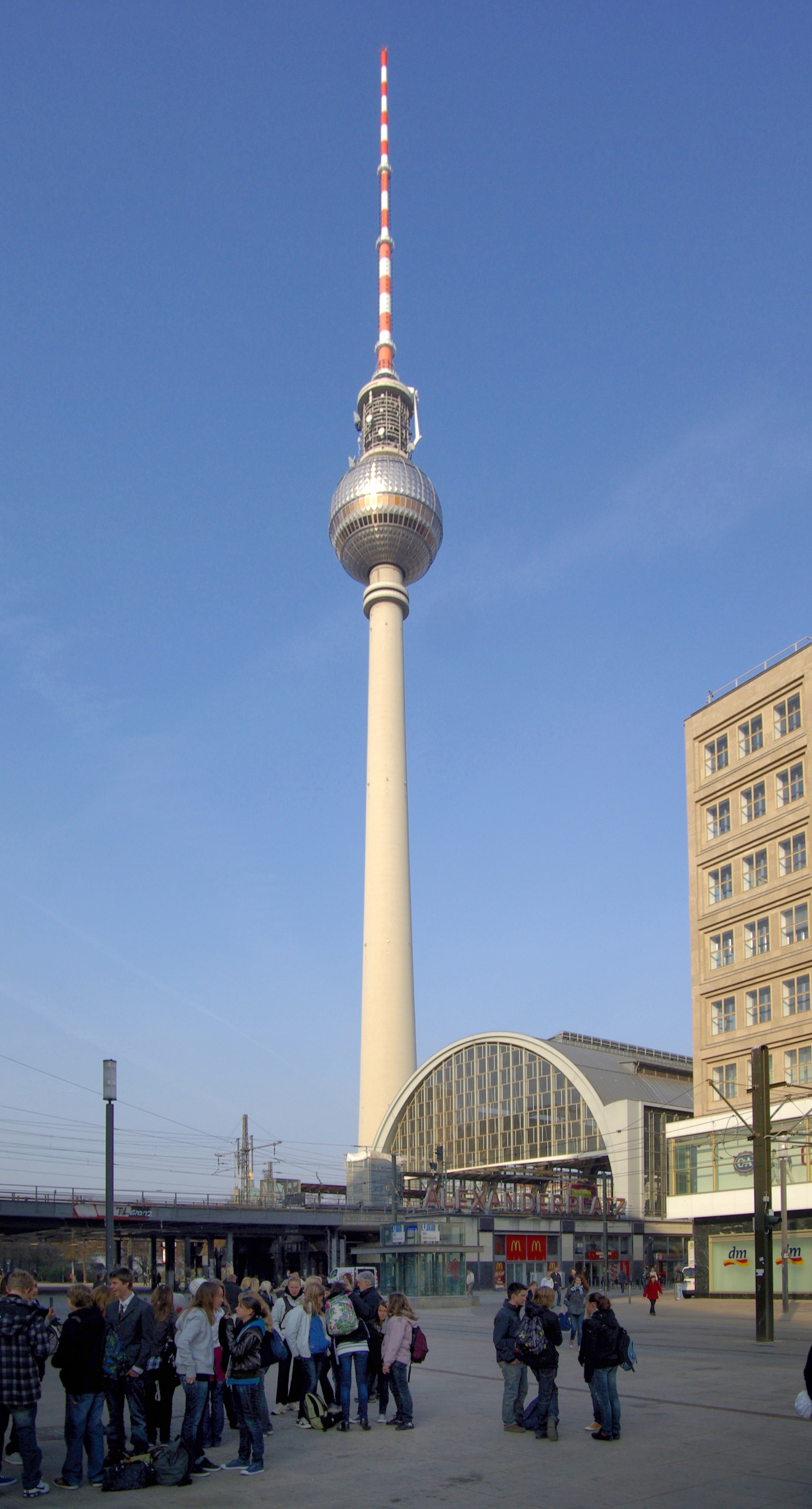
Берлинская телевизионная башня, символ Восточного Берлина

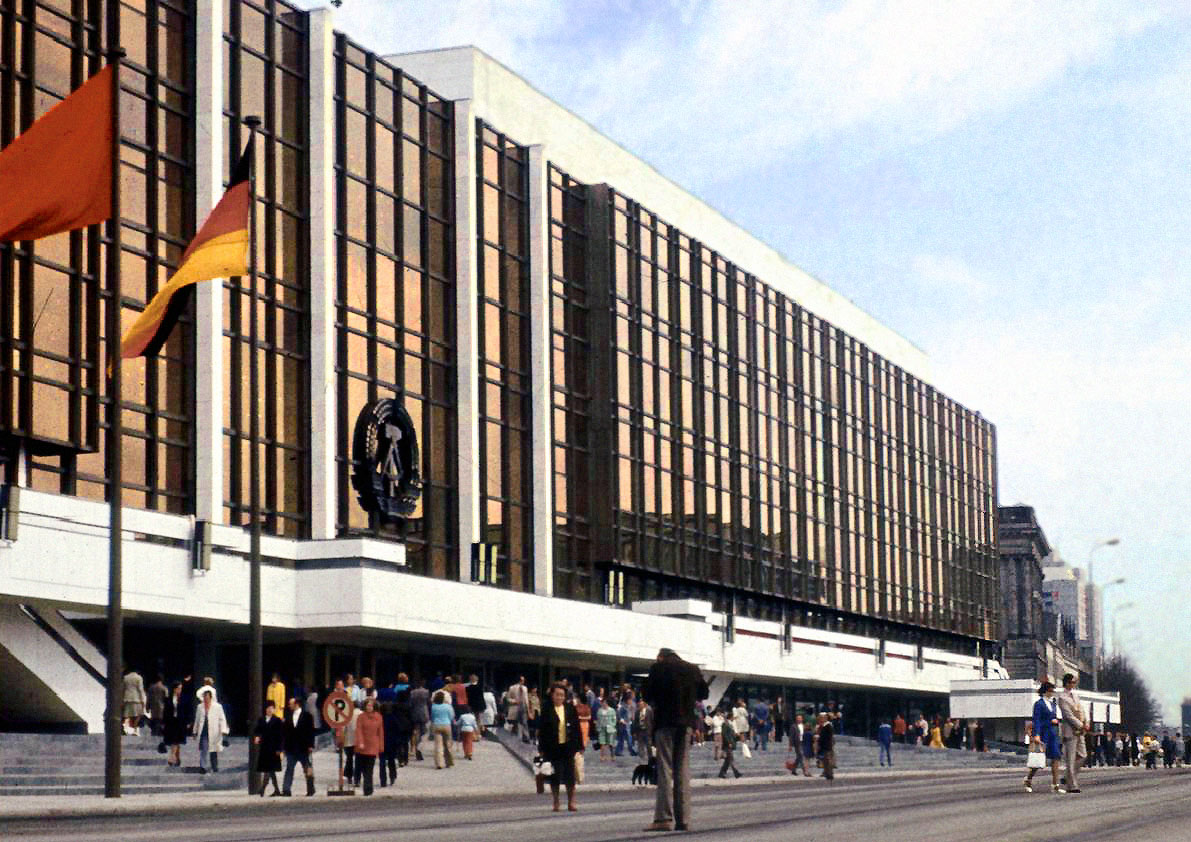
Дворец Республики

Восточный Берли́н — государственное образование, столица Германской Демократической Республики (ГДР) в 1949—1990 годах. В городе располагались парламент и правительство ГДР.
Город официально назывался Берлин, столица ГДР (нем. Berlin, Hauptstadt der DDR), на советских картах восточная часть города именовалась просто «Берлин» для отличия от Западного Берлина, имевшего особый статус (он не входил в состав ФРГ, при этом будучи анклавом, окружённым территорией ГДР).
Центром Восточного Берлина была площадь Александерплац, а главной улицей — бульвар Унтер ден Линден. На западе города он упирался в Бранденбургские ворота, за которыми начинался уже Западный Берлин.

## История

### Большой Берлин (1946—1948)
До 1946 года Большой Берлин был приравнен к провинциям Пруссии, после ликвидации Пруссии вместе с остальными бывшими провинциями Пруссии был приравнен к земле, но не вошёл в состав ни одной из оккупационных зон, а был разделён на четыре оккупационных сектора — американский, британский, советский, французский, получив особый статус. 20 октября 1946 года прошли выборы в Городское Представительное Собрание, на которых победила СДПГ.

### Дезинтеграция Большого Берлина (1948)
Так как у Берлина до этого не было Конституции, срок полномочий Городского Собрания Уполномоченных не был установлен. Магистрат назначил выборы на 5 декабря 1948 года, депутаты-члены СЕПГ с этим не согласились и образовали Демократический Магистрат, который признали все окружные собрания уполномоченных советского оккупационного сектора. В земельных ассоциациях ХДС и ЛДПГ это вызвало раскол, часть обоих ассоциаций не поддержавших СЕПГ образовали земельную ассоциацию ХДС (Западных Зон) и земельную ассоциацию СвДП соответственно. Позже в советском оккупационном секторе было создано отдельное Городское Собрание Уполномоченных, на выборах в которое большинство получил единый и единственный кандидатский список СЕПГ, ЛДПГ и ХДС.

### Интеграция Восточного Берлина в ГДР (1948—1952)
Восточный Берлин вошёл в экономический союз с другими землями советской зоны, немецкая марка Немецкого Эмиссионного Банка стала его валютой, а сам Немецкий Эмиссионный Банк разместился в Восточном Берлине. После объединения 5 земель советской оккупационной зоны в Германскую Демократическую Республику, Восточный Берлин вошёл в политический союз с ней, Городское Представительное Собрание Восточного Берлина получило право избирать нескольких депутатов с совещательным голосом в Народную Палату и Палату Земель, а принимаемые парламентом ГДР законы должны были вступать в силу после утверждения их Городским Представительным Собранием. В Восточном Берлине были размещены парламент, правительство, Верховный Суд и Генеральная Прокуратура ГДР.

### Окончательная дезинтеграция Большого Берлина (1952—1968)
Появление Берлинской стены в 1961 году последовало за окончательной отменой свободного перемещения через границу Западного и Восточного Берлина (в августе 1961 года граница была закрыта колючей проволокой и бетонными блоками). В этом же году были ликвидированы окружные ассоциации СДПГ в округах Восточного Берлина. В 1962 году он вошёл в военный союз с ГДР — формирования Национальной Народной Армии разместились в Восточном Берлине (до этого его вооружёнными силами являлись советские оккупационные войска). К 1965 году на границе между Западным и Восточным Берлином была сооружена бетонная стена.

### Окончательное поглощение ГДР (1968—1979)
К 1975 году стена, разделяющая Западный и Восточный Берлин, была усилена. В 1967 году был отменён паспортный контроль на границе ГДР и Восточного Берлина. В 1979 году депутаты Народной палаты ГДР от Берлина получили решающий голос и стали избираться напрямую населением города, законы ГДР перестали нуждаться в утверждении Городским представительным собранием Берлина.

### Разрушение Берлинской стены (1989—1990)
Свободное перемещение между Западным и Восточным Берлином было восстановлено 9 ноября 1989 года, в этот же день жители Берлина стихийно начали разрушение Берлинской стены. Была отменена монополия окружной организации Национального Фронта ГДР по выдвижению кандидатов в депутаты, из окружной организации Национального Фронта ГДР вышли окружные ассоциации ЛДПГ и ХДС, была воссоздана земельная ассоциация СДПГ. Пограничный контроль на границе между Восточным и Западным Берлином был окончательно формально отменён к 1 июня 1990 года.

### Объединение Берлина (1990)
На выборах в Городское Представительное Собрание 6 мая 1990 года большинство получила СДПГ. 3 октября 1990 года Городское Представительное Собрание и Магистрат были упразднены, а территория Восточного Берлина вошла в состав единого Берлина. 24 января 1991 сложил полномочия последний руководитель Восточного Берлина и город вошел в состав объединённого Берлина.

## Политическое устройство и взаимоотношения с ГДР и Западным Берлином

### Политическое устройство
На момент создания ГДР Восточный Берлин являлся ассоциированным с ГДР государством — жители Восточного Берлина не участвовали напрямую в выборах в парламент ГДР, Городское Представительное Собрание избирало депутатов в обе палаты парламента ГДР с совещательным голосом, законы ГДР на территории Восточного Берлина вступали в силу только после одобрения их Городским Представительным Собранием, на границе между ГДР и Восточным Берлином существовал паспортный контроль. При этом официальной валютой Восточного Берлина являлась восточногерманская марка, выпускавшаяся Германским Эмиссионным Банком, подчинённым советской оккупационной администрации (с 1951 года Министерству финансов ГДР), а вооружёнными силами — советские оккупационные войска, подчинённые Министерству обороны СССР (с 1962 года — Национальная Народная Армия, подчинённая Министерству Национальной Обороны ГДР). При этом одновременно имелась и своеобразная квазиконфедерация Восточного Берлина и с Западным Берлином — на границе между Восточным и Западным Берлином до 1954 года практически отсутствовал паспортный контроль, наряду с восточногерманской маркой имела хождение и западногерманская марка. Однако в 1961 году относительно свободное перемещение через границу между Западным и Восточным Берлином было прекращено. В 1967 году был отменён паспортный контроль на границе с ГДР, в 1979 году были отменены косвенные выборы от Восточного Берлина в парламент Восточной Германии и обязательное утверждение законов ГДР Городским Представительным Собранием Восточного Берлина.
Конституция Восточного Берлина была принята только 23 апреля 1990 года, до этого роль конституции исполняла Временная Конституция Большого Берлина 1946 года, новеллизированная в 1961 году «Положением о задаче и работе Городского собрания уполномоченных и его органов». Законодательный орган — Берлинского Городское Собрание Уполномоченных (Stadtverordnetenversammlung), состоящее из 138 депутатов, избиравшееся по партийным спискам сроком на 4 года, исполнительный орган — Магистрат Берлина, состоявший из Обер-Бургомистра Берлина и 14 городских советников (stadtrat), избираемый городским собранием уполномоченным, суд апелляционной инстанции — Окружной суд Берлина (Bezirksgericht Berlin), назначался Магистратом (с 1960-х годов избирался Городским собранием уполномоченных), суды первой инстанции — городские окружные суды (stadtbezirksgericht), назначались Магистратом (с 1960-х гг. — избирались городскими окружными собраниями), органы прокурорского надзора — Прокурор округа Берлин и прокуроры городских округов, до 1952 года суд апелляционной инстанции — Камеральный суд (kammergericht), суд первой инстанции — земельный суд Берлина (Landgericht Berlin), низшее звено судебной системы — участковые суды (amtsgericht), до 1953 года существовали также — Верховный административный суд Берлина (Preußisches Oberverwaltungsgericht) и административный суд Берлина (Verwaltungsgericht Berlin), органы прокуратуры — Генеральный прокурор Берлина и прокурор земельного суда Берлина. Своих посольств Восточный Берлин не имел, интересы Восточного Берлина в иностранных государствах представляли посольства ГДР, в ООН Восточный Берлин также представлял представитель ГДР.

### Административное деление
В политическом отношении Берлин состоял из 11 городских округов:
- Митте
- Пренцлауэр-Берг (Prenzlauer Berg)
- Фридрихсхайн (Friedrichshain)
- Панков (Pankow)
- Вайсензе (Weißensee)
- Хоэншёнхаузен (Hohenschönhausen) (с 1985)
- Лихтенберг (Lichtenberg)
- Марцан (Marzahn)
- Хеллерсдорф (Hellersdorf)
- Трептов (Treptow)
- Кёпеник (Köpenick)

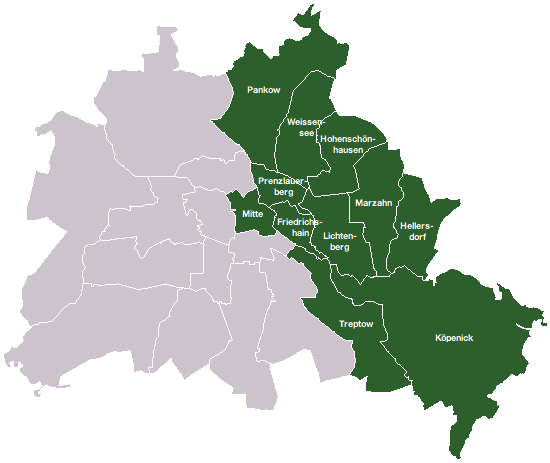
Восточный (зелёный цвет) и Западный (серый цвет) Берлин. Надписаны округа Восточного Берлина

В судебном отношении Восточный Берлин делился на амты.
Представительный орган каждого из городских округов — городское окружное собрание (Stadtbezirksversammlung) (до 1961 года — окружное собрание уполномоченных (Bezirksverordnetenversammlung)), избиравшееся населением, исполнительный орган каждого из округов — совет городского округа (Rat des Stadtbezirkes) (до 1961 года — окружное управление (Bezirksamt)), состоявший из бургомистра и членов совета округа, избиравшийся городским окружным собранием.

### Полиция
Силовой организацией Восточного Берлина являлось Полицейское управление Восточного Берлина (Polizeipraesidium der Berlin).

### Политические партии
- Окружная партийная организация СЕПГ
- Земельная ассоциация СДПГ (до 1961 года)
- Окружная ассоциация ЛДПГ
- Окружная ассоциация ХДС
- Окружная ассоциация НДПГ
- Окружная ассоциация ДКП

Все эти организации (кроме СДПГ) были объединены в окружную организацию Национального Фронта ГДР и выставляли единые и единственные списки кандидатов в депутаты.

## Религия
Большинство верующих являлись протестантами. До 1972 года существовала единая и для Западного Берлина и для Восточного Берлина и для Бранденбурга (с 1953 года бранденбургских округов) Евангелическая Церковь Бранденбурга-Берлина (Evangelische Kirche Berlin-Brandenburg). В 1972 году ЕЦББ в Западном Берлине и ЕЦББ в Восточном Берлине и Бранденбурге разделились и вновь объединились в 1991 году.
Католики были представлены Епархией Берлина, входившей до 1972 года в Церковную провинцию Вроцлава, а с 1973 года непосредственно подчинявшейся Святому Престолу.

## Транспорт

Карта метро Восточного Берлина на 1984 год. Голубым цветом отмечены линии метро, красным городской электрички.

Общественный транспорт Восточного Берлина был представлен двумя линиями метрополитена (U-bahn), множеством линий наземных городских электропоездов (S-bahn), трамваем, автобусом и троллейбусом (закрыта в 1973 году). После фактического разделения города Берлинской стеной в Восточном Берлине осталось только две действующие линии метро, зато осталось большая часть городской электрички. Линии метро U2 и U5 были переименованы соответственно в линии «А» и «Е».
Авиационный транспорт был представлен международным аэропортом Берлин-Шёнефельд, а до 1952 года и аэропортом Берлин-Йоханнисталь.

## Средства массовой информации
Из Восточного Берлина вещали государственные телеканалы ГДР, входившие в национальную государственную телекомпанию Fernsehen der DDR (Ferhsehen der DDR 1 и Fernsehen der DDR 2) и государственные FM-радиостанции ГДР, входившие в национальную государственную радиокомпанию Rundfunk der DDR — (Radio DDR 1, Radio DDR 2 (на общей частоте с окружными государственными радиостанциями Sender Potsdam и Sender Frankfurt, также входивших в Rundfunk der DDR), Berliner Rundfunk, DT64 и Stimme der DDR).
Также в Восточном Берлине были доступны ретранслировавшиеся в Западном Берлине общественные (Erste Deutsches Fernsehen, ZDF, Nord 3) и коммерческие телеканалы ФРГ (RTL Plus и Sat.1), общественные (SFB 1, SFB 2, SFB 3, SFB 4 и Deutschlandfunk) и коммерческие FM-радиостанции ФРГ (Radio 100), FM-радиостанции американской (РИАС 1, РИАС 2 и AFN), британской (BFBS) и французской (FFB) комендатур. На длинных волнах были доступы Deutschlandfunk, Stimme der DDR и Radio Volga (радиостанция Группы Советских войск в Германии), на средних Radio DDR 1, Berliner Rundfunk, Stimme der DDR, Europawelle Saar и RTL.